# Luciferasen
Luciferasen sind strukturell unterschiedliche Enzyme, durch deren katalytische Aktivität Luciferine mit Sauerstoff zu energiereichen, instabilen Dioxetanen oder Dioxetanonen reagieren (Oxidation). Beim Zerfall dieser Substanzen kommt es zur Biolumineszenz. Unterschieden werden unter anderem Firefly-Luciferasen (aus dem Leuchtkäfer), bei denen Luciferol, ATP und Sauerstoff zu Kohlendioxid, AMP und Licht reagieren und Renilla-Luciferasen, die nur Luciferol und Sauerstoff (kein ATP) zur Reaktion benötigen.
Luciferasen sind art- oder gruppenspezifisch, also für jede Tiergruppe kennzeichnend. Dabei sind die Luciferasen im Laufe der Evolution aus anderen Enzymen, den Oxygenasen, hervorgegangen. Die meisten Luciferasen besitzen ein pH-Optimum bei 6,3 und benötigen Mg2+- oder Ca2+-Ionen für die katalysierte Reaktion.
Die am besten untersuchten Luciferasen sind die des Leuchtkäfers Photinus pyralis und die der Seefeder Renilla reniformis, deren pH-Optimum unter 8 liegt.

## Verwendung in der Analytik und biologischen Forschung
Luciferasen können in entsprechend aufgebauten Nachweissystemen zusammen mit Luciferinen zum hochspezifischen und für minimale Mengen geeigneten qualitativen und quantitativen Nachweis von ATP (Nachweisgrenze 10−11 Mol), NADH und Sauerstoff eingesetzt werden.
Die Luciferase-Gene von Photinus pyralis und Renilla reniformis werden in der funktionellen Genforschung als Reportergene verwendet. Dabei kommen beide Enzyme häufig im selben Ansatz zur Verwendung (dual luciferase assay). Wird das Luciferase-Gen hinter einem Promotor in einen codierenden DNA-Abschnitt eingefügt, so lässt die Stärke der dadurch entstehenden Biolumineszenz Rückschlüsse auf die Promotor- bzw. Genaktivität zu.